# Білецький Андрій Євгенійович
Андрі́й Євге́нович Біле́цький (нар. 5 серпня 1979, Харків) — український військовий, громадський та політичний діяч. Полковник, командир 3-ї окремої штурмової бригади (2023―2024), з березня 2025 року командир Третього армійського корпусу ЗСУ.
Член організацій ВО «Тризуб» ім. Бандери, «Патріот України», у 2011 році був заарештований у справі «оборонців Римарської». Після перемоги Євромайдану у 2014 році був амністований як політв'язень. Після початку російсько-української війни у 2014 році став засновником та командиром батальйону «Азов», згодом став лідером політичної партії «Національний корпус» і Народним депутатом України 8-го скликання. Після російського повномасштабного вторгнення 2022 року очолив полк ССО «Азов» Київ, згодом переформований на 3-тю окрему штурмову бригаду. У березні 2025 року Третя окрема штурмова бригада була масштабована у Третій армійський корпус. Його командиром став А. Білецький.

## Біографія
Андрій Білецький народився 1979 року у місті Харків в українській родині. Батько — Євгеній Михайлович Білецький походить з селища Краснопавлівка Лозівського району Харківської області з козацького роду, представники якого заснували селище.[джерело?] Мати — Олена Анатоліївна Білецька (до шлюбу Лукашевич) походить з Житомирщини з українського шляхетського роду,[джерело?] до якого належав Василь Лукашевич — засновник «Малоросійського товариства» (1821—1822).
Виростав у російськомовному середовищі. З юнацьких років активно займався спортом, мав 1-й юнацький розряд з боксу. Згодом займався ножовим боєм, фехтуванням, практичною стрільбою та іншими видами спорту, у чому досяг значних успіхів. Ці навички допомогли поставити на високий рівень систему вишколів в організаціях, які очолював.
У 2001 р. закінчив із дипломом з відзнакою історичний факультет Харківського національного університету ім. В. Н. Каразіна. Дипломне дослідження було присвячене діяльності Української повстанської армії. По закінченню університету працював викладачем харківських вишів, продовжував вивчати військову історію України. Неформальне керівництво його науковою діяльністю здійснював відомий український історик Ярослав Дашкевич.

### Націоналістична діяльність
Активну участь у націоналістичному русі брав зі студентських часів. У 1999 році разом із групою харківських спортсменів-націоналістів здійснив спробу виїхати на війну в Косово для участі у війні на боці сербів, «проти фактору ісламізму».
У 2001 році взяв участь у березневих акціях протесту у Києві в рамках кампанії «Україна без Кучми», під час яких був затриманий міліцією та потрапив під адміністративний арешт. За це СБУ намагалася змусити керівництво ХНУ виключити його з вишу.
З 2002 року очолював харківський загін Всеукраїнської організації «Тризуб» ім. С. Бандери. Згодом співпрацював з Українською консервативною партією. У 2003 році розпочав активну співпрацю з харківським осередком СНПУ та дієво підтримував спротив лібералізації СНПУ і перетворенню її у ВО «Свобода».
Після розпуску по Україні Товариства сприяння ЗС та ВМФУ «Патріот України» при СНПУ, створив нову, незалежну від будь-яких партійних структур, організацію «Патріот України», від початку існування якої був її командиром. Першими членами цієї організації стали молоді бійці з харківських осередків СНПУ, УНА-УНСО і «Тризубу». У 2013 році, під час подій Євромайдану, члени організації «Патріот України» разом з іншими націоналістичними організаціями склали кістяк новоутвореного «Правого сектора».
Від початку діяльності «Патріоту України» планував, координував та брав участь в усіх її заходах. Особисто очолював практично всі групи бійців, що здійснювали операції з виявлення точок наркоторгівлі, затримання нелегальних мігрантів тощо. Керував усіма масовими акціями «Патріота України» (маршами, мітингами, спортивними заходами, акціями громадської непокори та масовими силовими акціями). Під час сутичок з міліцією під час проведення маршу на честь УПА 18 жовтня 2008 року був заарештований разом з усіма бійцями організації.
Набутий громадсько-політичний досвід дозволили Андрію Білецькому виступити ініціатором утворення Соціал-Національної Асамблеї.
Російські інформаційні сайти lenta.ru, ukraina.ru поширюють нарратив, що у 2007 році, під час своєї участі в організації «Патріот України», Андрій Білецький нібито написав програмну статтю під назвою «Український расовий соціал-націоналізм». Вони повторюють одні й ті ж цитати та формулювання, але жодне з них не посилається на оригінальне джерело (архівну копію тексту, офіційне видання чи документ).  Це викликає сумнів у їхній достовірності і свідчить про поширення інформації без перевірки першоджерела. Сам Білецький влітку 2015 року в ефірі Громадського телебачення на пряме запитання чітко заперечив своє авторство. Він заявив, що ніколи не писав цього тексту, а саму публікацію назвав сфабрикованою, приписаною йому російськими спецслужбами в межах кампанії з дискредитації українського добровольчого руху. 

### Політв'язень
З серпня 2011 року розпочалася ціла низка арештів активістів організованого націоналістичного руху взагалі та членів очолюваних Андрієм Білецьким організацій зокрема.
Наприкінці серпня 2011 року у Києві та Василькові були заарештовані старшини місцевих осередків Організації «Патріот України» (Сергій Бевз, Володимир Шпара) та активісти СНА (Ігор Мосійчук). Їм інкримінували підготовку теракту. Так розпочалася справа «васильківських терористів».
23 серпня 2011 року в офісі харківського осередку організації «Патріот України» (м. Харків, вул. Римарська, 18) відбувся конфлікт зі стріляниною. Організація заявила про те, що на офіс скоїв збройний напад відомий в мережі інтернет українофоб Сергій Колесник, у ході якого він поранив двох старшин «ПУ» (Ігоря Михайленка та Віталія Княжеського). За даними МВС учасники організації отримали легкі травми гумовими кулями, а Сергій Колесник був госпіталізований у непритомному стані, у нього виявили дві відкриті черепно-мозкові травми, ножові поранення в області грудної клітини, забій тім'яної області та тулуба. Сайт облуправління міліції, в рамках розслідування кримінальної справи за фактом бійки кваліфікував подію, як вчинення нападу на Сергія Колесника із застосуванням насильства, небезпечного для життя і здоров'я потерпілого.
11 вересня 2011 року Михайленка та Княжеського заарештували за підозрою в замаху на вбивство Колесника. За словами Колесника приводом для конфлікту послужила суперечка в інтернеті, під час якого один з учасників організації заявив, «що жителі Харкова мали б кращу долю, якби в Україні панували фашисти» і у відповідь на обурення запропонував приїхати в офіс на Римарську, 18. Він приїхав в офіс організації і попросив охоронця покликати співрозмовника. Відразу після цього з офісу у двір вийшли близько восьми осіб, одягнених у камуфльовану і чорну форму, які почали його бити і в процесі побиття погрожували розправою його родичам.
19 листопада 2011 року на Андрія Білецького було скоєно замах. На проспекті Перемоги в нього кілька разів вистрілили з револьвера. Одна куля влучила у щелепу, інша — прострелила руку. Увечері того ж дня він сам поранений поїхав до 4-ї лікарні невідкладної хірургії міста Харкова, де йому провели дві операції, діставши дві свинцевих кулі. Міліція класифікувала подію як хуліганство.
27 грудня 2011 року, Андрій Білецький був заарештований у справі «Оборонців Римарської» за звинуваченням у справі про напад на Сергія Колесника за ст. 187 Кримінального кодексу (розбій, здійснений за попередньою змовою групою осіб). 29 грудня щодо нього було обрано запобіжний захід у вигляді 2 місяців тримання під вартою. 16 лютого 2012 року термін перебування під вартою було продовжено до 27 квітня 2012 р. Утримувався у Харківському СІЗО — сумнозвісно відомому ще з часів радянських репресій як «Холодногірська тюрма».
Ці дії СБУ та МВС організований соціал-націоналістичних рух розцінив як політичні репресії. У зв'язку з чим у різних містах країни проходили акції протесту проти політичних репресій щодо українських націоналістів (зокрема у Києві, Харкові, Львові, Донецьку, Житомирі, Івано-Франківську).
24 лютого 2014 року Верховна Рада України ухвалила постанову, якою було рекомендовано звільнити Андрія Білецького та ще 22 осіб, визначених як політв’язні. Документ доручав МВС та ГПУ припинити провадження у справах, де було відсутнє доведене кримінальне правопорушення. 
Водночас сам Андрій Білецький пізніше наголошував, що його звільнення відбулося не внаслідок політичної амністії, а на підставі судового рішення, яке повністю виправдало його та констатувало відсутність складу злочину. За словами Білецького, суд також рекомендував йому звернутися до Європейського суду з прав людини, однак він відмовився, підкресливши, що не бажає судитися з державою Україна. Натомість деякі інші ув’язнені, звільнені за тими самими статтями, подали позови до ЄСПЛ і у 2018 році виграли справи.

### Російсько-українська війна
12 березня 2014 був призначений керівником силового блоку «Правий сектор»-Схід у складі чотирьох областей: Харківської, Донецької, Полтавської та Луганської.

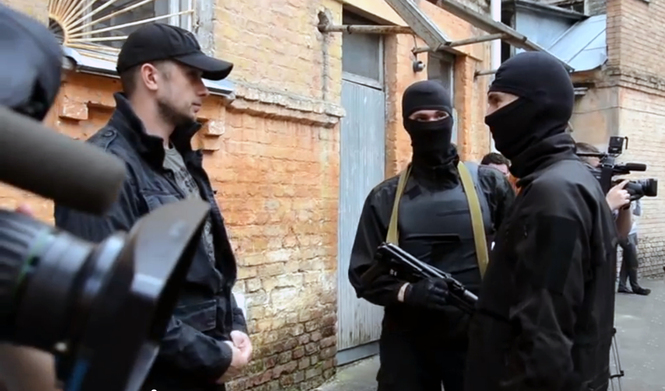
Андрій Білецький разом з добровольцями батальйону «Азов»

У ніч з 14 на 15 березня 2014 Андрій Білецький керував проукраїнськими активістами в сутичці з проросійськими силами біля офісу організації «Патріот України» на Римарській вулиці.
У березні-травні того ж року командував загоном «Чорний корпус».
5 травня 2014 у Бердянську, Андрій Білецький став засновником батальйону територіальної оборони «Азов» (з 17 вересня — полк) і подальшим його командиром. Основою батальйону стали учасники СНА, «Патріота України» та організації Автомайдан.
13 червня 2014 батальйон «Азов» під керівництвом Андрія Білецького брав ключову участь в успішному звільненні Маріуполя від терористів у ході одного з етапів антитерористичної операції на сході України. При цьому «Азов» зазнав тільки дві серйозні втрати — один боєць загинув, інший був серйозно поранений. Бійці батальйону «Азов» взяли також в полон самопроголошеного мера Маріуполя — терориста Олександра Фоменка.
2 серпня 2014 президент України Петро Порошенко нагородив командира батальйону «Азов» майора міліції Білецького Андрія Євгенійовича Орденом «За мужність» III ступеня.
15 серпня 2014 року командир БПСМОП «Азов» Андрій Білецький отримав позачергове звання підполковника міліції.
10 вересня 2014 на з'їзді партії «Народний фронт» разом із командирами добровольчих батальйонів був включений до Військової ради — спеціального органу, який розроблятиме пропозиції по обороноздатності України.
10 лютого 2015 року полк «Азов» під керівництвом Білецького розпочав Широкинську наступальну операцію, в результаті якої було звільнено 5 населених пунктів: Широкине, Бердянське, Лебединське, Комінтернове та Павлопіль, а також відведено лінію фронту від Маріуполя. 
У 2016 р. ініціював створення Військової школи імені Є.Коновальця, що готувала сержантський та старшинський склад «Азову», а нині вишколює командирів і рекрутів Третьої штурмової бригади, а також інших підрозділів ЗСУ.

### Народний депутат України
У вересні 2014 року ініціативна група правозахисників і дослідників праворадикальних рухів звернулася з відкритим листом до Арсенія Яценюка із закликом не висувати командира батальйону «Азов» Андрія Білецького кандидатом від «Народного фронту» на позачергових виборах до Верховної Ради України, оскільки він «не відмовився публічно від людиноненависницької, антиліберальної, антиєвропейської і відверто расистської ідеології свого руху». На думку групи участь Білецького в діяльності партії легітимізувала б расизм і неонацизм в українському суспільстві, а також завдало б шкоди репутації партії.
Білецький відмовився від участі у виборах за її партійним списком на позачергових парламентських виборах, але 23 вересня 2014 подав документи на реєстрацію як кандидата в народні депутати України, як незалежний кандидат по 217-му одномандатному округу в Києві (Оболонь).
2 жовтня на користь Андрія Білецького зняв свою кандидатуру Зорян Шкіряк, радник глави МВС України Арсена Авакова, який вирішив також стати довіреною особою свого колишнього політичного опонента. Андрій Білецький переміг, набравши 33,75 % (31445 голосів).
У 2015 році став героєм документального фільму «Після Мінська» з циклу Місто героїв.
З 2015 року став головою Цивільного Корпусу «Азов», а з кінця 2016 став головою новоутвореної партії «Національний Корпус».
Станом на листопад 2017 року був заступником голови комітету з питань національної безпеки і оборони.
9 березня 2019 року представники «Національного корпусу» влаштували акцію «День гніву» та прийшли на вул. Банкову під Адміністрацію президента з вимогою покарати причетних до розкрадань в «Укроборонпромі». Через 2 дні, 11 березня, Андрій Білецький заявив, що за наказом президента Петра Порошенка заступник голови СБУ Віктор Кононенко готує фізичне знищення лідерів «Національного корпусу» та «Національних дружин». На це Служба безпеки України відповіла що очікуватиме коли нардеп Андрій Білецький оприлюднить дані, що підтвердять його слова про підготовку СБУ замаху на лідерів «Національного корпусу».

### Російське вторгнення 2022 року
В лютому 2022 року разом із побратимами ініціював формування добровольчого загону ТрО «Азов-Київ», що обороняв Київ та Київщину, а також низки підрозділів Територіальної оборони «Азов» у різних областях. Згодом підрозділ був реформований у ССО «Азов», командиром якого став А.Білецький.
Після успішного звільнення Київщини підрозділ передислокували на Запорізький напрямок, де він утримував смугу шириною 32 км. На своїй ділянці відповідальності підрозділ Білецького у взаємодії з іншими формуваннями побудував надійну систему оборони, що й донині стримує ворога. Бійці ССО «Азов» звільнили Вишневе, Новодарівку та зірвали плани прориву в районі Великої Новосілки.
У березні 2022 р. Білецький організував авіадесант в заблокований окупантами Маріуполь, в ході якого захисникам Азовсталі понад п'ять разів гелікоптерами перекидали допомогу –  підкріплення, озброєння, ліки, а також забирали поранених і вбитих. За словами Білецького, подібних операцій в історії людства не було.
Під керівництвом Білецького ССО «Азов» брав участь у деокупації правобережжя Херсонщини та був "основною ударною силою операції.
Влітку 2022 року Андрій Білецький звернувся до тодішнього головнокомандувача Валерія Залужного з пропозицією про створення бригади. Його ініціативу було підтримано. Окрім ССО «Азов», до її складу також були залучені бійці 98-го батальйону територіальної оборони «Азов-Дніпро» та підрозділи тероборони з Волині, Галичини, Полтави, Луганщини, Сум, частково з Харкова.
2023 року полк був переформатовано на 3-тю окрему штурмову бригаду ЗСУ. Її перекидають на найгарячіший напрямок фронту — під Бахмут. 10 січня бригада зайшла в смугу відповідальності на напрямку головного удару ПВК «Вагнер». Її найманців Білецький назвав найскладнішим противником, з яким доводилось воювати його підрозділу.
Під командуванням Білецького у рамках літнього контрнаступу 2023 року 3 окрема штурмова бригада звільнила близько 20 км² з 250 км² звільненої Силами оборони України території.
В лютому 2024-го бригаду терміново передислоковують для підсилення на критичну ділянку фронту в Авдіївці. Стабілізувавши лінію боєзіткнення, підрозділи бригади стали в оборону. Частина бійців опинились у повному оточенні, яке вдалося прорвати.
За словами комбрига Білецького, в Авдіївці бійці демонстрували безпрецедентний героїзм, змушені воювати на 360 градусів проти нових і нових бригад, які заводить противник.
Після рішення командування виводити з Авдіївки Сили оборони, перед бійцями Третьої штурмової було поставлено задачу тримати один з флангів, щоб не допустити утворення котла і забезпечити відхід з міста інших підрозділів ЗСУ. Бійці виконали поставлене завдання — бригада останньою залишила зруйноване місто.
З літа 2024 року Третя штурмова воює на Харківщині, де утримує найдовшу як для бригади смугу майже 50 кілометрів, «атаковані двома дивізіями двох різних армій». За словами комбрига Білецького, задача, яка поставлена бригаді, повинна ставитися дивізії.
Попри чисельну перевагу ворога в живій силі та техніці, в серпні 2024 року бійці здійснили вдалу контратаку, просунувшись на 2 км² вглиб фронту. У січні та лютому 2025 року Третя штурмова влаштувала росіянам танкоцид, відбивши два масованих механізованих штурми ворога.
За словами комбрига Білецького, основна мета росіян в зоні відповідальності Третьої штурмової — захоплення населеного пункту Борова та витіснення Сил оборони України на інший берег річки Оскіл.
У грудні 2024 року Білецький став лідером премії «Української правди» 100 у номінації «Захисники».

#### На посаді командиру 3-го армійського корпусу
14 березня 2025 року Андрій Білецький оголосив, що бригаду розширено до корпуса, а сам Білецький став командиром новоствореного 3-го армійського корпусу.

## Політичні погляди

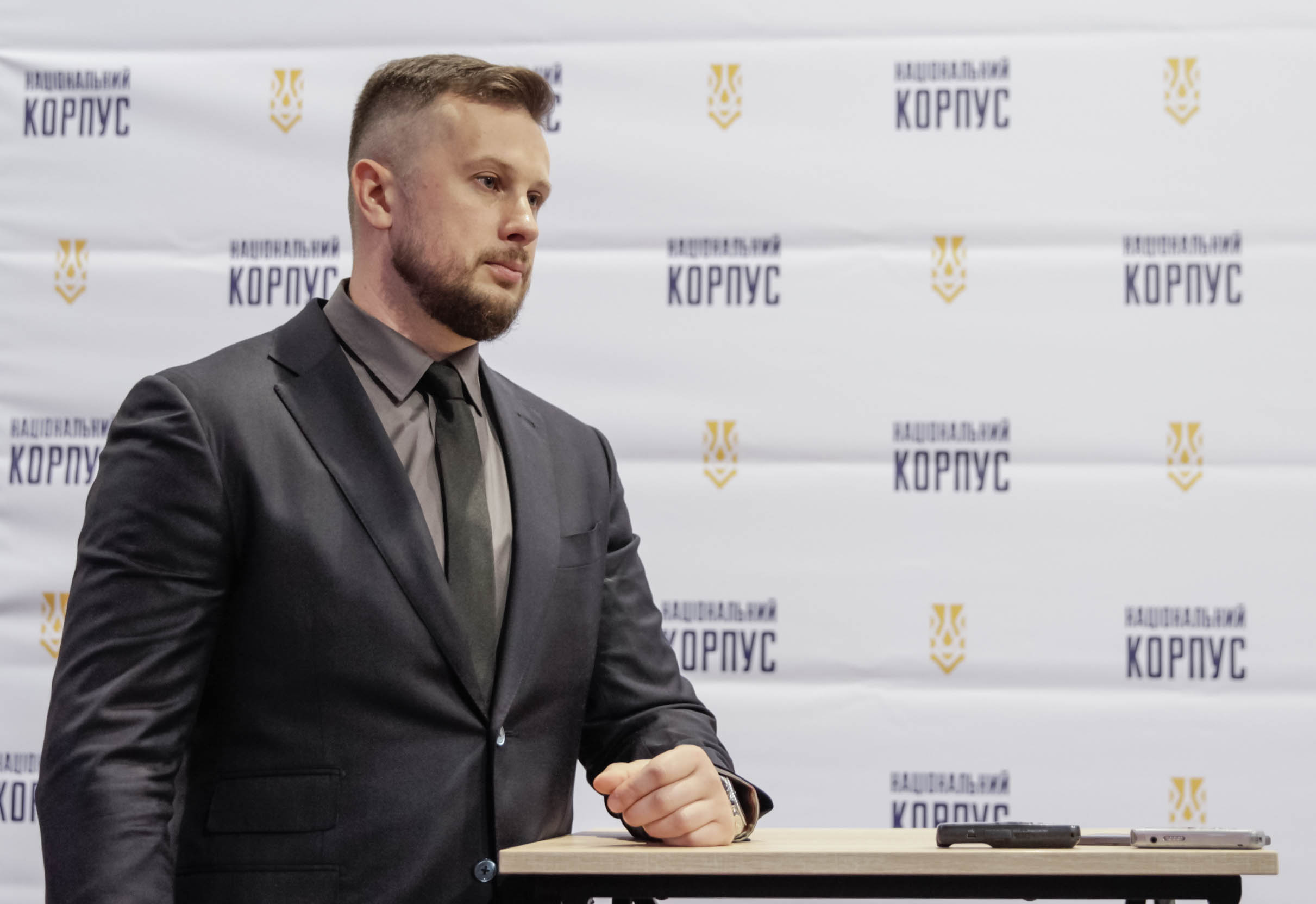
Андрій Білецький на прес-конференції після ІІ з'їзду «Національного Корпусу». Київ, Український Дім 14 жовтня 2017 р.

2007 року, в період його діяльності в організації «Патріот України», написав програмну статтю «Український расовий соціал-націоналізм», у якій відкидав демократію та лібералізм, виступав за перетворення України на імперію та закликав до «расового очищення» української нації. Надалі відомою стала його цитата з цієї статті, що «Історична місія нашої Нації, в це переломне сторіччя, очолити і повести за собою Білі народи всього світу в останній хрестовий похід за своє існування. Похід проти очолюваного семітами недолюдства». Тим не менш, влітку 2015 року в ефірі Громадського телебачення на запитання чи дистанціює він себе від свого минулого й чи змінив погляди, Білецький заперечив своє авторство і заявив, що цей текст сфабрикований російськими спецслужбами.
В інтерв'ю 2010 року стверджував, що виступає за конфедерацію України та Росії з центром у Києві.
З 2016 року підтримує ініціативу з розбудови альтернативного геополітичного проєкту — Інтермаріум. Білецький вважає, що створення балто-чорноморського союзу, ядром якого повинні стати Україна і Польща, дасть змогу протистояти зовнішнім викликам, в тому числі Росії. На його думку, сусіди України набагато краще відчувають небезпеку з боку Росії; окрім того, у разі утворення такого блоку, Україна утвердиться в ролі самостійного гравця на міжнародній арені. Критикував Мінські угоди як невигідні для України та підтримував військовий шлях повернення окупованих територій.

## Сім'я
Був одружений з Юлією, у подружжя народився син Олександр.
Одружений з Тетяною Даниленко, є спільний син Андрій-Северин (2022).
Олена Анатоліївна Білецька - мати Андрія Білецького, померла від важкої хвороби у 2024 році.

## Нагороди

### Державні
- Орден «За мужність» III ступеня (2 серпня 2014) — за особисту мужність і героїзм, виявлені у захисті державного суверенітету та територіальної цілісності України.[53]
- Відзнака Президента України — ювілейна медаль «25 років незалежності України» (19 серпня 2016) — за значні особисті заслуги у становленні незалежної України, утвердженні її суверенітету та зміцненні міжнародного авторитету, вагомий внесок у державне будівництво, соціально-економічний, культурно-освітній розвиток, активну громадсько-політичну діяльність, сумлінне та бездоганне служіння Українському народу.[54]

### Регіональні
- Звання Почесний громадянин Маріуполя (30 грудня 2014) — за розробку та здійснення плану звільнення міста Маріуполя від терористичних угрупувань, вагомий внесок у збереження міста Маріуполя, ствердження державності, демократії та народовладдя на території міста.[55][56]

## Скандали
Андрій Білецький фігурує на записах з кабінету С. Чоботаря, обговорюючи незаконну купівлю пістолета для його друга Вадима Трояна. Записи визнані автентичними. Записи велись Службою безпеки України, прихована камера була встановлена над дверним прорізом.
Колишні добровольці «Азову» Назарій Кравченко та Сергій Філімонов оприлюднили заяву, що їх побили колишні побратими включно з засновником «Азову» й лідером «Національного корпусу» Андрієм Білецьким, через підтримку Сергія Стерненка, який виступає проти Портнова та Труханова.